# 四川话
四川话，是流行于中国四川省、重庆市（巴蜀地区）及周邊省份臨近地區的主要汉语言，包括汉语西南官话中的成渝片及灌赤片。四川话目前约有1亿2千万的使用者，数量次于日语，多于德语。现今四川话形成于元末明初“湖广填四川”的大移民运动时期，是由明之前流行于四川地区的巴蜀语和来自湖广、广东、江西等地的各地移民方言逐渐演变融合而形成的。四川话内部互通度较高，各方言区交流并无障碍。
语言学家认为，四川话并不等同于“四川方言”，因为除四川话外，四川省境内较为常见的汉语言还有土广东话（属客家话）和老湖广话（属湘语）等，其都以方言岛的形式分布于四川各地。同时，四川省境内还拥有大量藏语、彝语、羌语的使用者。但由于四川话在四川、重庆具有强势地位，是事实上的通用语，一般而言，土广东话与老湖广话的使用者同时也是四川话的使用者，而部分藏族、彝族、羌族地区，特别是西昌、康定、雅江、昭觉、马尔康、松潘、丹巴等州府、县府所在地，也通用口音接近成渝片的四川话。

## 名称
四川话，学术上为与土广东话、老湖广话等其它四川方言区别，也称作“四川官话”。在四川民间各地旧因“湖广填四川”的历史事件，而通称其为“湖广话”，但现已不常用。民间亦简称四川话为“川语”、“川话”。四川的客家人由于四川话的通用语地位和其处于被四川话包围的土广东话方言岛的缘故，而称四川话为“街腔”（威远、隆昌）、“四外话”（西昌）、“四邻话”或“四里话”（仪陇）。四川的老湖广话使用者则称四川话为“贵州腔”（乐至）、“四平话”、“平话”或“四平腔”（达县）。而四川的羌族称四川话为“汉话”。除此之外四川各地方志中还曾以“蜀语”、“蜀方言”、“普通话”等来称呼四川话。而学术界往往称明之前流行于四川地区的语言为“蜀语”或“巴蜀语”，以区别于明清后由巴蜀语和各地移民方言融合而形成的四川话。

## 分布与分区
四川话的使用人口主要分布于四川盆地一带，覆盖了除部分非汉族聚居区外的整个四川省和重庆市，以及陕西、湖北、湖南、云南、贵州等省与川渝毗邻的部分县市，使用人口约1.2亿，是使用人口最多的汉语分支之一。四川话内部互通度较高，词汇、语法、声韵等方面都较为一致，一般根据古入声的今读情况分为如下图所示的4个方言区：入声归阳平的川黔片成渝小片、入声保留的西蜀片岷赤小片、入声归去声的西蜀片江貢小片和入声归阴平的西蜀片雅甘小片。
从保持中古时期巴蜀语特点的多少来看，川北、川东的成渝小片由于地理区位等原因，是明清以来湖广等地移民的主要聚居区，受外来语言影响较大，保持古音较少，是语言的发展区，为新派四川话；而川西、川南的西蜀片由于四川土著居民存留较多、接受外来移民相对较少，保持古音较多，是语言的稳定区，为老派四川话。西蜀片大部分区域保留了入声，同时从古代巴蜀地区“入声似去”的特点来看，古入声归去声仍可视为保留本地区中古音的一个表现；西蜀片同时还保留了较多的中古时期的巴蜀语词汇。
| 四川话分区图                    | 名称                     | 特征                                                                                            | 分布地区 |
| ------------------------------- | ------------------------ | ----------------------------------------------------------------------------------------------- | --- |
|                                 | 成渝片（川黔片成渝小片） | 入声归阳平                                                                                      | 川东、川北大部，川西成都平原东北部，四川西南部的攀枝花、盐边、盐源、德昌、米易、会理、会东、宁南7县市、陕西南部、湖北西部部分县市 |
| 灌赤片岷江小片(西蜀片岷赤小片)  | 入声保留                 | 四川盆地西南部岷江流域及长江两岸的44县市，西昌、西充、盐亭、射洪4县市以及贵州、云南北部部分县市 | |
| 灌赤片仁富小片 (西蜀片江貢小片) | 入声归去声               | 沱江下游的仁寿、井研、威远、自贡、荣县、富顺、内江、隆昌8县市以及筠连、冕宁2县、云南北部盐津    | |
| 灌赤片雅棉小片 (西蜀片雅甘小片) | 入声归阴平               | 川西西部的雅安、芦山、石棉、名山、天全、宝兴、汉源7县市                                         | |

## 历史
四川盆地最早可考的语言是上古时期古蜀语和古巴语，迄今四川话的原始层中仍然保留了“坝”（平地）、“姐”（母亲）、“养”（您）等来自上古时期古蜀语和古巴语的词汇。之后四川当地语言便随巴蜀地区的历史进程和移民更替而不断地发展变化，先是秦灭巴蜀后，巴蜀地区逐步形成属于汉语族但独具特色的巴蜀语。其后在明清时期，由于大量来自湖广等地的移民进入四川，各地移民方言演变融合而最终形成了现今的四川话。

### 上古、中古时期
上古时期，四川盆地中存在蜀人与巴人两个族群以及蜀国与巴国两个国家，其不仅拥有各自独立的语言：古蜀语和古巴语，还拥有被概称为“巴蜀图语”的独立的文字系统。古巴蜀语与当时的华夏语截然不同，与现今羌语、嘉戎语、彝语、纳西语和土家语等语言有着密切的关系。前316年，秦国相继灭掉巴蜀两国，逐步将中原华夏族的制度、政令推行到巴蜀地区，并开始大量的向巴蜀地区移民，巴蜀地区出现了古巴蜀语和华夏语并存并用、相互渗透的局面。之后随着秦汉时期大量的中原汉人迁徙入川，与四川地区原有的蜀人、巴人融合形成了具有巴蜀特色的漢族族群，并且在西汉末年形成了具有较为统一特色的巴蜀语。《文选》卷四载左思《蜀都赋》刘逵注引《地理志》中记载：“蜀人始通中国，言语颇与华同”，同时根据扬雄《方言》中的记载，当时梁益地区（即巴蜀地区）的方言与秦晋方言已经较为接近，表明此时的巴蜀语已经属于汉语的一个分支。
西汉末形成的巴蜀语作为上古时期汉语族的一个独立分支，其特点主要体现在声调与词汇两方面。在声调方面，陆法言《切韵序》有“秦陇则去声为入，梁益则平声似去”的记载。同时黄鉴《杨文公谈苑》中称：“今之姓胥、姓雍者，皆平声。春秋胥臣、汉雍齿旨是也。蜀中作上声、去声呼之，盖蜀人率以平为去。”这说明此时巴蜀语声调具有自身特色。而词汇方面，此时巴蜀语的一个显著特征是吸收了来自非汉语的古巴蜀语的词汇。扬雄《方言》以及其他一些历史文献中都记载了大量四川地区的特殊词汇，来自古巴蜀语的词汇包括“坝”（平地）、“姐”（母亲）、“不律”（笔）、“养”（您）、“曲鲙”（蚯蚓）、“阿婸”（我）等，其中“坝”、“姐”、“养”、“曲鲙”至今仍保存于四川话之中。
|          | 词汇总数 | 四川话中今存词数 | 今存词比例 |
| -------- | -------- | ---------------- | ---------- |
| 上古时期 | 34       | 3                | 8.8%       |
| 中古时期 | 68       | 21               | 30.8%      |
| 总计     | 102      | 24               | 23.5%      |

中古时期，巴蜀地区经济文化发展达到鼎盛，作为一个独立的语言区，巴蜀语继续得到发展，此时的巴蜀语独立性很强，与四川地区以外的语言较难沟通。宋范成大旅居蜀地时在《石湖诗集》卷十七《丙申元日安福寺礼塔》诗注中有如下记载：“蜀人乡音极难解，其为京洛音，輒谓之‘虏语’。或是僭伪时以中国自居，循习至今不改也，既又讳之，改作‘鲁语’。”从中可以看出巴蜀与中原语音完全两异。以宋代巴蜀语为例，首先巴蜀语韵部与宋代通语比较，韵部的分野或归字不同，如阳声韵寒先部的“言”字读人真文部、药铎部的“祈”读与屋烛部的“秃”相同等。其次，巴蜀语介音有合口化倾向，在一些字音上三个阳声韵尾相混。同时，巴蜀语声纽保留了诸如“古无舌上”、“照二归精”等的古音遗迹。此外，声调方面，巴蜀语在平声字与上去声字归派与通语也有较大不同，如通语音归平声的“青雍句”在巴蜀语中“青”归入上声，“雍句”归去声。
中古时期，巴蜀语也拥有大量特有词汇，如“波”（老人）、“偏涷雨”（夏日暴雨）、“百丈”（牵船绳）、“溉”（江边道路）、“块”（坟墓）、“秃”（砍）等，其中部分仍然存留于今天的四川话中（如下表所示）。将文献中记录的上古、中古时期巴蜀语特有词在现今四川话中的存留情况进行统计，结果如右表所示。从中可以看出，上古文献中收录的巴蜀语特有词汇约有一成保留于今四川话中，同时中古文献中收录的巴蜀语特有词汇有较为可观的三成得到保留。这表明虽然在近古时期四川地区人口构成发生剧变，但现今四川话仍然与上古及中古时期的巴蜀语有一定程度的传承关系，中上古巴蜀语是现今四川话形成和发展的重要基础。
| 词汇       | 今义     | 时代   | 出处                 | 现状                       |
| ---------- | -------- | ------ | -------------------- | -------------------------- |
| 姐         | 母亲     | 汉     | 《说文解字》         | 存（营山、黔江、万源等地） |
| 簚         | 篾条     | 蜀汉   | 《李登声类》         | 存                         |
| 鮥子       | 鲟鱼     | 晋     | 《尔雅·郭注》        | 存，作“腊子鱼”             |
| 养         | 您       | 晋     | 《尔雅·郭注》        | 存（忠县、奉节等地）       |
| 栋         | 岭       | 南北朝 | 《益州记》           | 存，作“栋栋”               |
| 偏涷雨     | 夏日暴雨 | 唐     | 《文选·李善注》      | 存                         |
| 蔎         | 茶       | 唐     | 《茶经·注》          | 存（都江堰）               |
| 波         | 老人     | 后蜀   | 《鉴戒录》           | 存（重庆、内江等地）       |
| 竿蔗       | 甘蔗     | 宋     | 《一切经音义》卷十四 | 存                         |
| 百丈       | 牵船绳   | 宋     | 《演繁露》           | 存                         |
| 翠（鲜翠） | 鲜明     | 宋     | 《老学庵笔记》       | 存                         |
| 坝         | 平地     | 宋     | 《广韵》             | 存                         |
| 浩         | 小港     | 宋     | 《蜀典》引黄庭坚语   | 存                         |
| 师塔       | 僧墓     | 宋     | 《老学庵笔记》       | 存                         |
| 溉         | 江边道路 | 宋     | 《夷坚志》           | 存地名中                   |
| 胡豆       | 蚕豆     | 宋     | 《太平御览》         | 存                         |
| 蠚麻       | 荨麻     | 宋     | 《墨庄漫录》         | 存                         |

### 四川话的形成
宋元战争使自唐以来经济文化高度发达的巴蜀地区遭受重创，人口锐减，经济凋敝。南宋嘉定十六年（1223年），四川地区有259万户（约1200万人，占南宋全国的23.2%）；而到元政权占领四川之后的至元十九年（1281年）便只余12万户（约60万人，占元全国的0.7%），减少了约95%。元末明初，在这种低人口背景下，“湖广填四川”大移民，移民大多在湖北麻城集結。中古巴蜀语和各地移民方言融合演变，现今四川话由此开始逐步形成。明代四川土著居民人数较移民仍占优势，四川话也仍以宋元巴蜀语为基础继续发展，但已经与现今川西、川南一带的老派四川话（西蜀片）较为接近。
根据明末清初成书的《蜀语》以及其它文献的记载，明代四川话音韵上的主要特征包括：一、入声仍然保留，独立成调，但川东、川北地区的入声尾（喉塞音）已经式微。二、平声未分阴阳，因而明代四川话中仅有平上去入四个声调。三、[-m]韵尾已经消失，并入[-n]韵尾。这三个特点与此时的官话迥异，首先，依据《中原音韵》记载，北方官话早在元代就已经入声消失，平分阴阳；同时北方官话中[-m]韵尾并未消失，因此四川话与北方官话并没有同步发展。另外从词汇上来看，明代四川话词汇以单音节词居多，表现出与南方诸汉语相类似的特点，这表明四川话在形成期更多的受到了南方汉语而非北方官话的影响。
明末清初，四川地区再次陷入战乱，人口锐减，之后的第二次“湖广填四川”大移民运动使四川人口构成发生剧变。就全川而言，移民运动之后四川土著居民仅占四川总人口的约30%。但是，明末清初战乱中，四川各地受到的破坏程度相差很大，川东、川北地区受战乱影响严重，而川南地区却受影响十分轻微。当时还有大量川东、川北的四川土著居民，前往川南地区以及与川南毗邻的滇黔北部地区躲避战乱。因而，川南地区的存留的四川土著居民人数可能较移民仍占优势，其中又以峨眉、乐山、犍为一带为最，从而使以宋元巴蜀语为基础的明代四川话在川南地区仍然得到存留。与此同时，大量来自湖广、江西、广东等地移民进入川东、川北地区，从而使四川话内部产生了新派（川东、川北）与老派（川西、川南）的分化，奠定了现今四川话内部新老两派并存的格局。

## 音韵

### 声调
四川话的调类总共有阴平、阳平、上声、去声、入声五类，部分地区四川话中入声已经消失，但入声字全部整齐地归入某一个调类（如成都话入派阳平、自贡话入派去声、雅安话入派阴平），与入声杂乱派入四个调类的北方官话截然不同。依据《四川方言音系》统计，四川话总计150个方言点中，拥有5个调类（即入声保留的）的有48点，约占方言点总数的三分之一；而拥有4个调类的有102点，约占方言点总数的三分之二。
而就调值来看，四川话内部各地方言高度一致，与其它西南官话相比却具有显著差异。四川话阴平一般为高平或半高平（55或44），阳平一般为低降（21或31），上声一般为高降或全降（53或51），去声一般为低升、中升或降升（13、24或213），入声一般为中平、高平或半高平（33、55或44）。部分方言代表点的音调调值如下表所示。
| 方言点 | 阴平            | 阳平                          | 上声            | 去声                                      | 入声     |
| ------ | --------------- | ----------------------------- | --------------- | ----------------------------------------- | -------- |
| 成都   | ˦˥ 45           | ˨˩ 21                         | ˦˨ 42           | ˨˩˧ 213                                   | 归入阳平 |
| 重庆   | ˥˥ 55           | ˨˩ 21                         | ˦˨ 42           | ˨˩˦ 214                                   | 归入阳平 |
| 自贡   | ˦˦ 44 ˥˥ 55强调 | ˨˩ 21词头 ˩˩ 11词尾 ˧˩ 31强调 | ˥˧ 53 ˦˧ 43连读 | ˨˦ 24 ˨˧ 23连读 ˥˥ 55阳去白读 ˨˩˦ 214强调 | 归入去声 |
| 内江   | ˥˥ 55           | ˧˩ 31                         | ˦˨ 42           | ˨˩˧ 213                                   | 归入去声 |
| 乐山   | ˥˥ 55           | ˨˩ 21                         | ˥˨ 52           | ˨˨˦ 224                                   | ˧˧ 33    |
| 泸州   | ˥˥ 55           | ˨˩ 21                         | ˦˨ 42           | ˩˧ 13                                     | ˧˧ 33    |
| 峨眉   | ˥˥ 44           | ˨˩ 21                         | ˦˨ 42           | ˧˦ 23                                     | ˥˥ 55    |
| 雅安   | ˥˥ 55           | ˨˩ 21                         | ˦˨ 42           | ˩˦ 14                                     | 归入阴平 |
| 万县   | ˥˥ 55           | ˨˩˧ 213                       | ˦˨ 42           | ˨˩˥ 215                                   | 归入阳平 |

### 声母
四川话中包括零声母在内总计有25个声母，如下表所示（例字以成都话为准）。依据《四川方言音系》统计，四川话总计150个方言点中，巫溪、奉节2点拥有19个声母，无[tʂ]、[tʂʰ]、[ʂ]、[ʐ]、[n̠ʲ]、[f]；重庆等45点拥有20个声母，无[tʂ]、[tʂʰ]、[ʂ]、[ʐ~ɻ]、[n̠ʲ]；成都等77点拥有21个声母，无[tʂ]、[tʂʰ]、[ʂ]、[ʐ~ɻ]；盐边等8点拥有23个声母，无[z]、[n̠ʲ]；自贡等11点拥有24个声母，无[z]；都江堰等7点拥有全部25个声母。
绝大多数地区的四川话没有tʂ组声母（卷舌声母）。四川话总计150个方言点中，有tʂ组声母仅为26点，且都江堰等7点只出现在入声字中，并只与韵母[ə]（西充为[ɿ]）相拼，只有自贡等19点（主要为入声归去声区）tʂ组声母可以和较多韵母相拼。同时，四川话还拥有部分普通话没有的声母，如舌尖浊擦音[z]（例字：人[zən2]、如[zu2]）、唇齿浊擦音[v]（例字：五[vu3]、乌[vu1]）、軟腭鼻音[ŋ]（例字：我[ŋo3]、欧[ŋəu1]）、齦腭鼻音[n̠ʲ]（例字：你[n̠ʲi3]、宜[n̠ʲi2]）等。
|                 |                 | 双唇   | 唇齿   | 齿后   | 齿龈   | 卷舌   | 齦腭   | 软腭   |
| --------------- | --------------- | ------ | ------ | ------ | ------ | ------ | ------ | ------ |
| 塞音            | 不送气          | p 贝   |        |        | t 得   |        |        | k 古   |
| 塞音            | 送气            | pʰ 配  |        |        | tʰ 套  |        |        | kʰ 可  |
| 塞擦音          | 不送气          |        |        | ts 早  |        | tʂ     | tɕ 价  |        |
| 塞擦音          | 送气            |        |        | tsʰ 草 |        | tʂʰ    | tɕʰ 巧 |        |
| 鼻音            | 鼻音            | m 没   |        | n 路   |        |        | n̠ʲ 你  | ŋ 我   |
| 擦音            | 清              |        | f 发   | s 素   |        | ʂ      | ɕ 小   | x 好   |
| 擦音            | 浊              |        | v 五   | z 如   |        | ʐ~ɻ    |        |        |
| 零声母/声门塞音 | 零声母/声门塞音 | ∅~ʔ 儿 | ∅~ʔ 儿 | ∅~ʔ 儿 | ∅~ʔ 儿 | ∅~ʔ 儿 | ∅~ʔ 儿 | ∅~ʔ 儿 |

### 韵母
四川话中总计有42类韵母，依据《四川方言音系》统计，四川话总计150个方言点中，黔江拥有最多韵母，总计40个；而屏山、宁南两点韵母最少，为31个。另外，荣县等3点韵母为32个，眉山等4点为33个，洪雅等5点为34个，彭山等12点为35个，成都等62点为36个，重庆等47点为37个，都江堰等8点为38个，射洪等6点为39个。一般而言，四川话中韵母以36类和37类最为普遍，代表性方言成都话的韵母如下所示：
|        | 开尾 | 开尾 | 开尾  | 开尾  | 开尾  | 元音尾 | 元音尾 | 元音尾 | 元音尾 | 鼻音尾 | 鼻音尾 | 鼻音尾 | 鼻音尾 |
| ------ | ---- | ---- | ----- | ----- | ----- | ------ | ------ | ------ | ------ | ------ | ------ | ------ | ------ |
| 开口呼 | ɿ 日 | ɚ 二 | ᴀ 大  | o 我  | ᴇ 黑  | ai̯ 街  | ei̯ 批  | ɑu̯ 包  | əu̯ 走  | aⁿ 烦  | əⁿ 樱  | ɑŋ 帮  | ʊŋ 亩  |
| 齐齿呼 | i 一 |      | i̯a 牙 |       | i̯ᴇ 叶 | i̯ai̯ 介 |        | i̯ɑu̯ 标 | i̯əu̯ 九 | i̯ɛⁿ 变 | iⁿ 兵  | i̯ɑŋ 量 |        |
| 合口呼 | u 五 |      | u̯ᴀ 瓜 |       | u̯ᴇ 国 | u̯ai̯ 乖 | u̯ei̯ 类 |        |        | u̯aⁿ 段 | u̯əⁿ 春 | u̯ɑŋ 光 |        |
| 撮口呼 | y 鱼 |      |       | y̯ꭥ 药 | y̯ᴇ 绝 |        |        |        |        | y̯ɛⁿ 鲜 | yⁿ 泳  |        | y̯ʊŋ 蓉 |

#### 入声紧元音
约有三分之一地区的四川话入声独立成调，但其中入声塞音韵尾基本全部消失。四川话中保留有一套相对独立的仅用于入声字的韵母，如[iæ]、[uæ]、[ʊ]、[ɘ]、[ɐ]、[iɐ]、[uɐ]、[c]、[yʊ]、[yɵ]等，这些韵母有紧喉作用，在发音时喉头肌肉和口腔肌肉紧张，从而使整个音节表现出一种粗硬紧促的状态。由此可见，在入声独立的四川话中，入声并不仅仅单纯以其相对音高区别于其他调类的，而是发展出了入声紧元音来取代入声塞音韵尾。因此古入声字在四川话入声独立区和入声归入舒声区拥有一定的读音差异，即主要元音的松紧对立，如下表所示。
| 例字 | 入声独立区 | 入声独立区 | 入声独立区 | 入派阴平区 | 入派阳平区 | 入派去声区 |
| 例字 | 宜賓       | 崇州       | 乐山       | 雅安       | 成都       | 自贡       |
| ---- | ---------- | ---------- | ---------- | ---------- | ---------- | ---------- |
| 搭   | æ          | æ          | æ          | a          | a          | a          |
| 说   | ɵ          | ɵ          | ʊ          | o          | o          | o          |
| 黑   | e          | æ          | e          | ɛ          | ɛ          | ɛ          |
| 踢   | ie         | ie         | ie         | i          | iɛ         | i          |
| 出   | ɵ          | ɵ          | ʊ          | u          | u          | u          |
| 欲   | yɵ         | iɵ         | yʊ         | y          | yo         | y          |
| 湿   | e          | ɘ          | ə          | ɿ          | ɿ          | ʅ          |
| 掐   | iæ         | iæ         | iæ         | ia         | ia         | ia         |
| 刮   | uæ         | uæ         | uæ         | ua         | ua         | ua         |
| 铁   | ie         | ie         | ie         | iɛ         | iɛ         | iɛ         |
| 获   | ɵ          | uæ         | æ          | uɛ         | uɛ         | ue         |
| 阅   | yɵ         | iɵ         | yʊ         | yɛ         | yɛ         | yɛ         |
| 药   | yɵ         | iɵ         | yʊ         | yo         | yo         | yo         |

### 文白异读
四川话由于受共同语（古代的雅音及近现代的北方官话）的长期影响而产生了文白异读系统。白读音通常是四川话所固有的读音，是对自身古代语音的继承；文读音则通常与北方官话较为接近。一般而言，白读音主要出现在高频日常生活用语中，而文读音主要出现在书面语、新词汇中。四川话的文白异读系统也在不断地发展变化中，但近几十年来，由于中国政府的单一语言政策，主要的趋势是文读音越来越占优势，部分字词白读音已趋于消失，固定为文读音。四川话中部分常见的文白异读字如下表所示（例字以成都话为准）。
| 例字 | 白读           | 文读            |
| ---- | -------------- | --------------- |
| 严   | 把门关严[ŋan2] | 严[n̠ʲian2]肃    |
| 下   | 等一下[xa4]    | 下[ɕia4]午      |
| 等   | 等[tʰən4]几天  | 等[tən3]待      |
| 横   | 横[xuan3]顺    | 纵横[xuən2]     |
| 胯   | 胯[kʰa2]       | 胯[kʰua4]下之辱 |
| 逼   | 逼[pie1]人     | 逼[pi2]迫       |

### 变音

#### 变调
连读变调现象在四川话口语中十分常见，但各地略有差异，以成渝片为例，大致来说四川话中的变调可以分为4类。一是重叠词中的变调，一般而言如果组成该重叠词的字声调为阳平或去声，则第二个字变调为阴平（例词：爸爸[pa2pa1]、婆婆[pʰo2pʰo1]、舅舅[tɕiəu4tɕiəu1]、帕帕[pʰa4pʰa1]）；同时，如果组成该重叠词的字声调为上声，第二个字变调为阳平（例词：姐姐[tɕiai3tɕiai2]、板板[pan3pan2]）。二是儿尾及儿化词中的变调，如果儿尾名词为阳平，儿尾变调为阴平（例词：娃儿[ua2ɚ1]、瓢儿[pʰiau2ɚ1]）；如果儿化词的最后一个字为阳平，该字变调为阴平（例词：葡萄儿[pʰu2tʰɚ1]、麻雀儿[ma2tɕʰyɚ1]）。三是特定字的变调，如“去”、“头”、“面”、“上”等虚词在多数情况下都变读为阴平（例词：上去[saŋ4tɕʰe1]、屋头[vu2tʰəu1]、外面[uai4mian1]、身上[sen1saŋ1]）。四是二字词及三字词的第二个字在很多情况下变读为阴平（例词：姑娘[ku2niaŋ1]、经佑[tɕin1iəu1]、院坝[yuən4pa1]、龙门阵[noŋ2mən1tsən4]、明年子[min2nʲian1tsɿ3]）。

#### 儿化
儿化是四川话（除岷江小片小部分地区）中的一种常见的音变现象，四川话的儿化内部较为一致，但与北方官话的儿化存在很大差异，特别是在儿化韵的数目上，四川话中的儿化韵仅有[ɚ]、[iɚ]、[uɚ]、[yɚ]4个，而北方官话有26个。以成渝片为例，成渝片中的37个韵母，仅[ɚ]、[iai]、[ue]、[yoŋ]、[yu]5个不能儿化，其余32个韵母中，所有撮口呼韵母儿化为[yɚ]（例词：汤圆儿[tʰaŋ1yɚ2]、麻雀儿[ma2tɕʰyɚ1]）；所有齐齿呼韵母儿化为[iɚ]（例词：妖艳儿[iau1iɚ2]、背心儿[pei4ɕiɚ1]）；所有合口呼韵母儿化为[uɚ]（例词：颤花儿[tsan4xuɚ1]、街娃儿[kai1uɚ2]）；除[o]、[oŋ]外的所有开口呼韵母全部儿化为[ɚ]（例词：齁包儿[xəu1pɚ1]、舌头儿[se2tʰɚ1]），而[o]、[oŋ]仅在同唇音声母相拼时儿化为[ɚ]（例词：棚棚儿[pʰoŋ2pʰɚ1]、钵钵儿[po2pɚ1]），其它情况下儿化为[uɚ]（例词：窝窝儿[o1uɚ1]、火锅儿[xo3kuɚ1]）。

## 词汇
四川话的词汇主要由承自中上古时期巴蜀语的词汇、由明清时期移民带来的移民语言的词汇、承自古代汉语通语的词汇三部分组成。近年来也有大量的来自普通话、英语等语言的外来语词汇进入四川话，同时也有诸如“雄起”、“勾兑”、“假打”、“洗白”、“冒泡儿”等四川话新词汇在成都、重庆等大城市产生，并迅速通行全川。四川话的词汇具有鲜明的地域特色，反映了巴蜀地区独特的民间文化和风俗习惯。
四川话的词汇与其它汉语的相比具有十分巨大的差异，与四川话关系较为密切的云南话也仅有58.3%的词汇与四川话相同，同时由于四川话在形成期更多的受到了由移民带来的湘语、赣语等南方汉语的影响，从而使四川话的词汇与北方官话拥有很大差异。因此，虽然四川话通常被归为官话的一支，但北方官话中与四川话相同的词汇仅有47.8%，不及新派湘语的54.9%和赣语的49.4%。

### 特征

#### 词形
四川话词汇和普通话在词形上存在显著差异，以下从音节和词素两个方面进行比较。首先，在音节方面，四川话中大量词汇与普通话在音节数目上存在差异，例如有些四川话词汇的单音节词对应在普通话词汇中则是多音节词；与之相反，有些词汇在四川话中为多音节词，但对应在普通话词汇中则是单音节词；同时有些词汇虽然在四川话与普通话中同为多音节词，但音节数并不相同。关于音节比较的部分例词如下表所示：
|           | 四川话 | 普通话 | 四川话   | 普通话 | 四川话         | 普通话 | 四川话 | 普通话 |
| --------- | ------ | ------ | -------- | ------ | -------------- | ------ | ------ | ------ |
| 川单 普双 | 歪     | 凶恶   | 跩       | 摔倒   | 巴             | 粘贴   | 谙     | 以为   |
| 川单 普双 | 奓     | 张开   | 饮       | 浇灌   | 抱             | 孵化   | 刨     | 拨弄   |
| 川单 普双 | 左     | 调换   | 马       | 欺负   | 费             | 调皮   | 摌     | 抽打   |
| 川单 普双 | 撵     | 追赶   | 号       | 批阅   | 咀             | 吮吸   | 捱     | 拖延   |
| 川单 普双 | 搌     | 挪动   | 争       | 欠缺   | 怄             | 难过   | 摸     | 磨蹭   |
| 川单 普双 | 面     | 面条   | 湓       | 溢出   | 槽             | 翻动   | 翕     | 裂开   |
| 川双 普单 | 巴适   | 好     | 欛欛     | 柄     | 和             | 软     | 几下   | 快     |
| 川双 普单 | 瓢羹儿 | 勺     | 估到     | 逼     | 雾罩           | 雾     | 经事   | 韧     |
| 川双 普单 | 嘎嘎   | 肉     | 啪啦     | 堆     | 盐巴           | 盐     | 盅盅儿 | 盅     |
| 川三 普双 | 棒老二 | 土匪   | 巴壁虎儿 | 壁虎   | 檐老鼠（耗儿） | 蝙蝠   | 扯把子 | 撒谎   |
| 川三 普双 | 怀儿婆 | 孕妇   | 磕膝头儿 | 膝盖   | 马马灯儿       | 蜻蜓   | 袜底板 | 鞋垫   |
| 川三 普双 | 雪弹子 | 冰雹   | 贼娃子   | 小偷   | 偷油婆         | 蟑螂   | 冒皮皮 | 吹牛   |

其次，就词素来看，四川话词汇与普通话词汇的区别大致有三种情况。首先，四川话中大量词汇与普通话没有相同词素；其次，四川话中也有一些词汇与普通话具有部分相同词素；同时，四川话中还有部分词汇虽然与普通话词素相同，但词序并不相同。关于词素比较的部分例词如下表所示：
|           | 四川话 | 普通话 | 四川话 | 普通话 | 四川话 | 普通话 | 四川话 | 普通话 |
| --------- | ------ | ------ | ------ | ------ | ------ | ------ | ------ | ------ |
| 完全 不同 | 虱     | 痒     | 躂     | 跌     | 耍     | 玩     | 远⁴    | 绕     |
| 完全 不同 | 车     | 转     | 膀     | 碰     | 膼     | 踢     | 斗     | 拼     |
| 完全 不同 | 煪     | 熏     | 豁     | 骗     | 跍     | 蹲     | 挼     | 揉     |
| 完全 不同 | 破     | 剖     | 掌     | 扶     | 默     | 想     | 挎     | 脱     |
| 完全 不同 | 晏     | 晚     | 叫     | 喊     | 拢     | 到     | 蹅     | 踩     |
| 完全 不同 | 酽     | 浓     | 筶     | 试     | 痨     | 毒     | 滗     | 滤     |
| 完全 不同 | 角孽   | 吵架   | 噗鼾   | 呼噜   | 活路   | 工作   | 婆娘   | 妻子   |
| 完全 不同 | 经悠   | 照顾   | 灶屋   | 厨房   | 刹角   | 结束   | 横顺   | 反正   |
| 完全 不同 | 踏谑   | 作践   | 背时   | 倒霉   | 撑抖   | 整齐   | 安生   | 打算   |
| 完全 不同 | 往回   | 以前   | 二回   | 以后   | 颈项   | 脖子   | 謱謰   | 邋遢   |
| 完全 不同 | 晓得   | 知道   | 造孽   | 可怜   | 安逸   | 舒服   | 行适   | 能干   |
| 完全 不同 | 踏踏   | 地方   | 弯酸   | 为难   | 各人   | 自己   | 相因   | 便宜   |
| 完全 不同 | 嬢嬢   | 阿姨   |        |        |        |        |        |        |
| 部分 相同 | 拉丝   | 拉链   | 火炮儿 | 鞭炮   | 转来   | 回来   | 蹄花儿 | 蹄膀   |
| 部分 相同 | 院坝   | 院子   | 擤鼻子 | 擦鼻涕 | 火闪   | 闪电   | 打伙   | 合伙   |
| 部分 相同 | 灰面   | 面粉   | 向火   | 烤火   | 皮面   | 表面   | 缺缺   | 缺口   |
| 部分 相同 | 抽抽   | 抽屉   | 皱皱   | 褶皱   | 别个   | 别人   | 不了   | 不止   |
| 部分 相同 | 少午   | 午饭   | 侧边   | 旁边   | 失悔   | 后悔   | 声气   | 声音   |
| 顺序 不同 | 鸡公   | 公鸡   | 鸡婆   | 母鸡   | 气力   | 力气   | 开裂   | 裂开   |
| 顺序 不同 | 闹热   | 热闹   | 钱纸   | 纸钱   | 人客   | 客人   | 欢喜   | 喜欢   |

#### 词义
四川话中部分词汇词形与普通话一致，但意义却截然不同，例如“造孽”在四川话中意为可怜，而在普通话中是佛教用语，意为做坏事；而“饮”在四川话中意为浇灌植物，在普通话中则为喝水或给牲畜水喝的意思；再如“不好”在四川话中意为生病，在普通话中则为“好”的反义词。四川话中还有部分词汇词形与普通话一致，但词义范围不同，例如“鼻子”在四川话中除了指人体器官外，还可指鼻涕；再如“新鲜”在四川话中还有“清醒过来”的含义，同时“醒”在四川话里还可以指食品变质。

### 禁忌语
四川话拥有丰富且自成体系的禁忌语系统，早在西汉扬雄所著《方言》中便有对巴蜀语中禁忌语的记载，四川话的禁忌语中体现了较多的巴蜀地区的风俗、语言特点。首先，四川话中的忌讳说凶恶动物，例如蛇在四川话中的讳称有“梭老二”、“梭梭”、“干黄鳝”、“长虫”等，老虎在四川话中的讳称有“猫猫”、“大猫”、“大头猫”、“扁担花”等，狐狸在四川话中的讳称为“毛狗”，老鼠在四川话中的讳称有“耗子”、“老水子”、“高客”、“喜马”等。其次，四川话中忌讳说不吉或不雅的词，如与“散”同音的“伞”往往被称作“撑花儿”或“撑子”，而死亡在四川话中通常被称为“不在”，并有“莫搞了”、“莫脉了”、“戳火了”、“撬杆儿了”、“翻翘了”、“翘脚了”等说法，再如生病在四川话中被称为“不好”或“装狗（狗）”、“变狗（狗）”。另外四川话中仅有“屄”一个字音为[pʰi1]（意为女性生殖器，至今仍在使用），在民国前为交际中非常忌讳亦非常难以说出口的虚词，其它所有原本与之同音的字如“批”、“披”等一律转读为[pʰei1]，仅在20世纪60年代后，才同下江官话的类似词汇一样，为泄愤或骂人时使用。

## 语法

### 词法

#### 词缀
四川话的词缀与普通话相比有较大差异。首先，四川话中拥有部分普通话中没有的特有词缀，例如四川话中常见的动词词缀“倒”可以组合为“估倒”（逼迫）、“谙倒”（猜测）、“马倒”（欺压）、“默倒”（以为）、“审倒”（小心试探）、“阴倒”（不张扬）和“幽倒”（注意）等常用语。再如“头”在四川话中也是一个极常见的动词词缀，可以组成如“学头”、“看头”、“搞头”、“吃头”、“做头”、“讨论头”、“复习头”等常用语，如“钓鱼城有没得耍头”在四川话中意为“钓鱼城好不好玩”。
第二，四川话中部分词缀虽然普通话中也有，但使用范围和附加含义却有很大差异，如四川话中名词词缀“子”可以构成“蜂子”（蜜蜂）、“耳子”（木耳）、“砣子”（拳头）、“羊子”（羊）、“烟子”（烟）、“今年子”（今年）、“明年子”（明年）等普通话中没有的词汇，同时四川话中还有“分分子”、“角角子”、“两两子”、“斤斤子”这类由量词重叠后加词缀“子”，用来表数量少的特殊用法，例如“你咋个净给我些角角子”在四川话中意为“你怎么只给我角票”。另外，北京话中没有儿尾词，其词缀“儿”都以儿化的形式出现，但四川话中有“裤儿”、“帽儿”、“娃儿”、“刀儿”、“偷儿”、“样儿”、“锅儿”等大量儿尾词。同时名词词缀“家”在四川话中一方面可以用来表示人群之间的对立，如“姑娘家”与“儿娃子家”、“婆娘家”与“男人家”、“娃儿家”与“大人家”（这种情况下“家”词缀还可以重叠表轻视，如“儿娃子家家的，还啬得很”在成都话中意为“男孩子怎么这么吝啬”）；另一方面“家”词缀还可以表时间，如“春天家”、“白天家”、“往回家”等。

### 句法
在四川话中，有很多特有的并不见于普通话的句式结构，仅与“得”字相关的常用句式结构就有“得V/不得V”、“V得/V不得”、“V得C/V得不C”、“V得C（O）”、“V得有（O）”（V为动词、C为补语、O为宾语）等5种，沉积了汉语各个历史时期“得”字的用法。除此之外，四川话中的特有句式还包括：“V都V了”、“V起来/V起去/V起XY”、“到X不X（Y）”以及诸如“X不（没）XY”、“X都XY了”、“X都要XY”、“X就XY”一类的半拷贝结构等。部分句式的例句如下表所示：
| 句式        | 例句                   | 含义                                  |
| ----------- | ---------------------- | ------------------------------------- |
| 得V/不得V   | 事情汤水很了，我不得幹 | 事情很麻烦的话，我不会幹              |
| V得/V不得   | 你硬是走不得           | 你真是不能走（很长的）路 或是你不要走 |
| V得C/V得不C | 把屋头收拾得巴巴适适   | 把屋里收拾妥贴                        |
| V起XY       | 把人客请起进来         | 把客人请进来                          |
| X是XY       | 我是可以去耍           | 我虽然（当然）可以去玩                |

## 四川方言字
由于四川话的词汇与作为中国通用语的北方官话具有很大差异，通用的汉字并不能满足巴蜀地区内部交流的需要，因此在四川话的基础上产生了四川方言字，来弥补通用汉字的不足。四川方言字通常采用形声、会意等手段来纪录四川话中不见于现代标准汉语的特有词汇。例如“㧯”（四川话拼音：nao3；抓取之意）、“𢭃”（四川话拼音：dou4；对碰、凑、接之意）、“𤆵”（四川话拼音：pa1；软、烂之意）等为采用形声创造的四川方言字；而“𨈓”（四川话拼音：nang1；瘦小之意）、“𡘧”（四川话拼音：qia2或ka2；跨、大步走之意）、“嫑”（四川话拼音：biao1；不要之意）等为采用会意创造的四川方言字。其中部分四川方言字随着相关词汇也进入了现代标准汉语，例如“搞”字原本就是四川方言字。

## 与其它语言的关系

### 与其它汉语方言的关系
将成都话作为四川话的代表与其它汉语方言进行词汇的比较，大致可以得出四川话与其它汉语方言的亲疏关系（如下表所示），与四川话词汇相同比例越高的，与四川话的关系则越亲密；反之，则越疏远。四川话与同属汉语西南官话的云贵官话关系最为紧密，但由于四川地区与云贵地区在人口构成上有一定区别，因而词汇上已经出现较大差异。
西南官话区外，湘语与四川话联系最为紧密，两者拥有大量的独具特色的共有词汇，同时值得一提的是，湘语与川渝地区以外云、贵、鄂等地的西南官话关系却比较疏远，这主要是由于清前期的“湖广填四川”移民运动中，有大量来自湘语区的移民进入四川，湘语在现今四川话的形成过程中扮演了重要的角色，从而带来了大量来自湘语的词汇。扬雄《方言》中归为古楚语的“謱謰”（四川话俗作“裸连”，啰嗦之意）、“革”（四川话称“老革革”，老之意）、“崽”（四川话称“崽儿”或“崽崽”，儿子之意）等词汇便进入了四川话，同时四川话中“蚌壳”（蚌）、“跍”（蹲）、“侧边”（旁边）、“酽”（浓稠）、“灶屋”（厨房）、“堂屋”（正房）等词汇也很可能来自湘语。此外，四川话在词汇上与赣语的相似性也超过了与四川话同属官话的北方官话，这也与清初大量来自江西的移民进入四川有关。
| 排名 | 汉语方言种类 | 方言点 | 与四川话相同的词汇比例 |
| ---- | ------------ | ------ | ---------------------- |
| 1    | 云南话       | 昆明话 | 58.3%                  |
| 2    | 新派湘语     | 长沙话 | 54.9%                  |
| 3    | 江淮官话     | 扬州话 | 52.7%                  |
| 4    | 赣语         | 南昌话 | 49.4%                  |
| 5    | 北方官话     | 北京话 | 47.8%                  |
| 6    | 吴语         | 苏州话 | 36.4%                  |
| 7    | 粤语         | 广州话 | 27.4%                  |
| 8    | 客家话       | 梅县话 | 27.2%                  |
| 9    | 闽语         | 厦门话 | 20.2%                  |

### 与羌语的关系
| 方言点   | 语言种类 | 阴平  | 阳平  | 上声  | 去声  | 入声  |
| -------- | -------- | ----- | ----- | ----- | ----- | ----- |
| 桃坪话   | 南部羌语 | ˥˥ 55 | ˧˩ 31 | ˥˩ 51 | ˩˧ 13 | ˧˧ 33 |
| 茂县话   | 四川话   | ˥˥ 55 | ˧˩ 31 | ˥˧ 53 | ˩˧ 13 | ˧˧ 33 |
| 汶川话   | 四川话   | ˥˥ 55 | ˧˩ 31 | ˦˨ 42 | ˩˧ 13 | ˧˧ 33 |
| 都江堰话 | 四川话   | ˥˥ 55 | ˧˩ 31 | ˦˨ 42 | ˩˧ 13 | ˧˧ 33 |
| 理县话   | 四川话   | ˥˥ 55 | ˧˩ 31 | ˥˧ 53 | ˧˥ 35 | ˦˦ 44 |

建立古蜀国的蜀族便是由岷江上游的今羌族聚居地迁徙至成都平原的古氐羌系民族的一支，作为四川话源头之一的非华夏语的古蜀语与羌语便具有密切的联系。同时由于羌族与巴蜀汉族交往密切，加之羌语各方言间难以沟通，使“汉话”（羌族对四川话的称呼）成为了不同地区羌族之间用以交流的通用语，四川话（主要是羌族聚居区周边方言）对羌语造成了巨大的影响。
首先，南部羌语受四川话的影响而产生了声调。以羌语桃坪话为例，其拥有6个声调，其中5个都与四川话借词有关。这5个声调与羌族聚居区周边四川话不仅调类相同，且调值也几乎完全一样（如右表所示）。其次，羌语中拥有大量的来自四川话的借词，这些借词以名词、动词为主，有少量量词、副词、连词，涉及方面十分广泛。同时由于羌语区各地受汉族影响程度不同，因而汉语借词比例也不相同，总的来说四川话借词占羌语总词汇的10%到30%。羌语中的汉语借词发音与羌族聚居区周边四川话发音基本相同，且同样具有保持古音较多的特征。另外羌语在四川话的影响下，增加了辅音音位[f]、单元音音位[ʅ]、二合元音、三合元音以及鼻尾韵母等语音要素。

## 生存危机
虽然四川省及重庆市通常被认为是方言较为强势的地区，但事实上由于中国政府的“推广普通话”政策，目前四川话的生存环境正受到普通话的强烈冲击，有学者认为在中国的政治经济背景下，四川话长远甚至有完全被普通话取代的可能。一方面四川话在广播、电视等媒体以及部分公共场合的使用受到限制；另一方面学校尽量使用普通话教学，且没有教授四川话的课程，从而导致川渝地区80年代后出生的人使用母语的能力较弱，所使用的四川话受到了普通话的严重影响：其特有的语音成份有些正逐渐趋同于普通话，但另一方面普通话的语音成分又很难进入四川话，因而音韵系统正在简化。
同时，普通话的推广还使川渝民众对自己母语产生了较为矛盾的心理：一方面仍然对四川话拥有很高的忠诚度，另一方面却认为四川话地位层次较普通话为低，虽然事实上各种语言之间并没有贵贱之分，但这种心理也一定程度上加快了四川话式微的过程。基于相同的心理，在四川话内部，入声保留的岷赤小片，由于受到相对强势的成渝片和普通话的双重影响，处境更加危急。
目前，由于缺乏母语教育，年轻一代已经无法熟练掌握四川话丰富的词汇、短语及句式；同时也无法掌握四川话中大量字词的读音，音韵机械模仿普通话，例如[v]声母在年轻一代中丢失严重，[ŋ]声母、[yo]韵母也有一定的丢失现象，同时[k]声母误读为[tɕ]、[s]声母误读为[tsʰ]、[x]声母误读为[ɕ]，[ən]韵母误读为[uən]、[ue]韵母误读为[o]等现象也很突出。不过有学者认为四川话的部分固有的音系特征，如特有的调值，一些难以被普通话取代的韵母、声母，在一定时间内仍会继续得到保持。年轻人四川话中常见的音变如下表所示（以成都话为例）：
| s tsʰ 交换       | 例字 | 蝉     | 晨     | 纯     | 常     | 碎      | 慎     | k 读为 tɕ    | 例字 | 街     | 阶      | 解     | 间     | 觉     | 角     |
| s tsʰ 交换       | 原读 | san2   | sən2   | sun2   | saŋ2   | tsʰuei4 | tsʰən4 | k 读为 tɕ    | 原读 | kai1   | kai1    | kai3   | kan1   | kao4   | ko2    |
| s tsʰ 交换       | 误读 | tsʰan2 | tsʰən2 | tsʰun2 | tsʰaŋ2 | suei4   | sən4   | k 读为 tɕ    | 误读 | tɕie1  | tɕie1   | tɕie3  | tɕian1 | tɕiau4 | tɕyo2  |
| kʰ 读为 k或x     | 例字 | 溉     | 概     | 盥     | 浣     | 皖      | 搁     | x 读为 ɕ     | 例字 | 鞋     | 咸      | 陷     | 项     | 巷     | 杏     |
| kʰ 读为 k或x     | 原读 | kʰai4  | kʰai4  | kʰuan3 | kʰuan3 | kʰuan3  | kʰo4   | x 读为 ɕ     | 原读 | xai2   | xan2    | xan4   | xaŋ4   | xaŋ4   | xən4   |
| kʰ 读为 k或x     | 误读 | kai4   | kai4   | kuan4  | xuan4  | uan3    | ko1    | x 读为 ɕ     | 误读 | ɕie2   | ɕian2   | ɕian4  | ɕiaŋ4  | ɕiaŋ4  | ɕin4   |
| nʲ 声母 丢失     | 例字 | 研     | 严     | 验     | 宜     | 艺      | 业     | ŋ 声母 丢失  | 例字 | 爱     | 欧      | 淹     | 岩     | 樱     | 硬     |
| nʲ 声母 丢失     | 原读 | nʲian1 | nʲian2 | nʲian4 | nʲi2   | nʲi4    | nʲie2  | ŋ 声母 丢失  | 原读 | ŋai4   | ŋəu1    | ŋan1   | ŋai2   | ŋən1   | ŋən4   |
| nʲ 声母 丢失     | 误读 | ian2   | ian2   | ian4   | i2     | i4      | ie2    | ŋ 声母 丢失  | 误读 | ai4    | əu1     | ian1   | ian2   | in1    | in4    |
| tɕ或ɕ 读为 ts或s | 例字 | 足     | 族     | 速     | 俗     | 遂      | 穗     | tsʰ ts 交换  | 例字 | 择     | 造      | 燥     | 浊     | 翅     | 颤     |
| tɕ或ɕ 读为 ts或s | 原读 | tɕyo2  | tɕʰyo2 | ɕyo2   | ɕyo2   | ɕy4     | ɕy4    | tsʰ ts 交换  | 原读 | tsʰe2  | tsʰau4  | tsʰau4 | tsʰo2  | tsɿ4   | tsan4  |
| tɕ或ɕ 读为 ts或s | 误读 | tsu2   | tsu2   | su2    | su2    | suei4   | suei4  | tsʰ ts 交换  | 误读 | tse2   | tsau4   | tsau4  | tso2   | tsʰɿ4  | tsʰan4 |
| yo 韵母 丢失     | 例字 | 屈     | 役     | 虐     | 欲     | 学      | 觉     | ən 读为 uən  | 例字 | 尊     | 存      | 孙     | 论     | 顿     | 吞     |
| yo 韵母 丢失     | 原读 | tɕʰyo2 | yo2    | yo2    | yo2    | ɕyo2    | tɕyo2  | ən 读为 uən  | 原读 | tsən1  | tsʰən2  | sən1   | nən4   | tən4   | tʰən1  |
| yo 韵母 丢失     | 误读 | tɕʰy2  | i2     | nye2   | y2     | ɕye2    | tɕye2  | ən 读为 uən  | 误读 | tsuən1 | tsʰuən2 | suən1  | nuən4  | tuən4  | tʰuən1 |
| yn 读为 in或yoŋ  | 例字 | 营     | 萦     | 荣     | 尹     | 永      | 泳     | u 读为 o或əu | 例字 | 模     | 佛      | 粥     | 轴     | 六     | 律     |
| yn 读为 in或yoŋ  | 原读 | yn2    | yn2    | yn2    | yn3    | yn3     | yn4    | u 读为 o或əu | 原读 | mu2    | fu2     | tsu2   | tsu2   | nu2    | nu2    |
| yn 读为 in或yoŋ  | 误读 | in2    | in2    | yoŋ2   | in3    | yoŋ3    | yoŋ3   | u 读为 o或əu | 误读 | mo2    | fo2     | tsəu2  | tsəu2  | niəu2  | ny2    |

四川话的式微势必会使以四川话为根基的巴蜀文化，特别是以四川话为载体的巴蜀传统艺术（如川剧、清音、相书、竹琴、金钱板等）遭受到严重的冲击，甚至也随之消亡，因而近年来中国学术界也出现了一定保护方言的呼声，而部分川渝民众对四川话不自信的态度也有所转变，例如成都地铁只使用普通话和英语报站，却不使用四川话报站，就引起了网络上的激烈争论。而中国广电总局宣布的对四川话方言剧的禁令，也引发了很大争议。

## 四川話影视作品
- 《抓壮丁》
- 《凌汤元》
- 《傻儿师长》、《傻儿军长》、《傻儿司令》
- 《山城棒棒军》
- 《火鍋英雄》
- 《瘋狂的石頭》
- 《幸福耙耳朵》
- 《王保长后传》
- 《武俠》
- 《三峡好人》
- 《笑傲江湖II東方不敗》
- 《死水微瀾》四川話版
- 《让子弹飞》四川话版
- 《无名之辈》
- 《草木人间》

此外，《猫和老鼠》、《蜡笔小新》、卓别林电影等都曾推出四川话版。《捉妖记2》中的李宇春，《我的姐姐》中的张子枫，《人生大事》中的杨恩又、《八角笼中》的王宝强等都曾用四川话演出。